# Kleck (stacja kolejowa)
Kleck (biał. Клецк, ros. Клецк) – stacja kolejowa w miejscowości Kleck, w rejonie kleckim, w obwodzie mińskim, na Białorusi. Leży na linii Osipowicze – Baranowicze.